# Сервий Сульпиций Руф (консул)
Се́рвий Сульпи́ций Руф (лат. Servius Sulpicius Rufus; 106/105 год до н. э. — середина января 43 года до н. э.) — древнеримский политический деятель и юрист из патрицианского рода Сульпициев, консул 51 года до н. э., друг Марка Туллия Цицерона, ставший адресатом ряда его писем. Принадлежал к старинному роду, но не имел высокопоставленных предков. Приобрёл известность как знаток гражданского права. В политической карьере без проблем продвинулся до претуры (65 год до н. э.), но его попытка стать консулом в 63 году до н. э. закончилась неудачей, как и судебный иск против победителя голосования, Луция Лициния Мурены. Сервий Сульпиций получил консулат только в 51 году до н. э. — по одной из версий, благодаря поддержке Гая Юлия Цезаря. Он неудачно пытался предотвратить гражданскую войну между Цезарем и Помпеем. Когда война началась, Руф постарался остаться в стороне от схватки, а в 46 году до н. э. признал власть Цезаря. После убийства последнего выступал в составе сенатского большинства против Марка Антония. Умер во время Мутинской войны.
Сервий Сульпиций имел репутацию выдающегося правоведа. Он оставил после себя около 180 юридических сочинений, текст которых позже был утрачен.

## Биография

### Происхождение
Сервий Сульпиций принадлежал к старинному патрицианскому роду. Марк Туллий Цицерон в одной из своих речей признал его человеком «весьма родовитым», но добавил, обращаясь к нему: «твоя знатность, хотя она и необычайно высока, всё же более известна образованным людям и знатокам старины, а народ и сторонники во время выборов знают о ней гораздо меньше». Ближайшие предки Сервия не занимали государственных должностей; о деде вообще ничего не известно, а отец, носивший преномен Квинт, был простым всадником. Поэтому Цицерон в той же речи причислил Руфа к «новым людям» — тем, кто делает карьеру, не имея знатных предков.
Антиковеды предполагают, что отец Сервия мог быть родным братом или кузеном Публия Сульпиция — народного трибуна 88 года до н. э.

### Ранние годы
В трактате «Брут, или О знаменитых ораторах» Марк Юний Брут говорит, что между Цицероном и Сервием Сульпицием «почти нет разницы в возрасте». Исходя из этого, исследователи датируют рождение Руфа 106 или (самое позднее) 105 годом до н. э. Сервий получил то же образование, что и его сверстник: Цицерон пишет об «одних и тех же упражнениях», и речь должна идти об изучении красноречия и разных ветвей права. Руф демонстрировал при обучении «величайшее прилежание и старание», но основные усилия он сосредоточил на гражданском праве. По данным античных авторов, на такой выбор его сподвигла встреча с неким Квинтом Муцием (либо Сцеволой Понтификом, либо Сцеволой Авгуром).

Рассказывают, что Сервий обратился к Квинту Муцию за консультацией по делу своего друга и когда тот сказал, что Сервий мало понимает в праве, тогда он вторично спросил Квинта, а Квинт Муций сказал, что он не получит (ответа) и отругал его; ведь он сказал, что патрицию, аристократу и судебному оратору стыдно не знать то право, в котором он вращается. Будто бы взволнованный этим оскорблением, Сервий посвятил свой труд (изучению) цивильного права.
— Дигесты, I, 2, 2, 43.
Возможно, в основе этого рассказа лежат реальные факты из жизни Сервия Сульпиция. В этом случае Руф встретился с кем-то из Сцевол в последние годы его жизни (Авгур умер в 87 году до н. э., Понтифик — в 82 году до н. э.), причём оба Сцеволы были тогда учителями Цицерона. Руф изучал право под руководством Луция Луцилия Бальба, а позже — Гая Аквилия Галла с острова Керкина (оба были учениками Сцеволы Понтифика). Составитель «Дигест» сообщает, что по этой причине впоследствии многие книги, написанные Сервием, стали известны «как написанные на Керкине» (Дигесты, I, 2, 2, 43).
В 88 году до н. э. предполагаемый родственник Сервия Публий Сульпиций выдвинул в качестве народного трибуна ряд законопроектов, следствием чего стала гражданская война. Публий вскоре погиб, но его союзник Гай Марий одержал временную победу. Пока Римом правила марианская «партия», Руф мог спокойно жить на родине; всё изменилось в 82 году до н. э., когда в очередной гражданской войне победил Луций Корнелий Сулла. Одновременно или даже вместе с Цицероном Сервий был вынужден уехать на Восток — на Родос, где он продолжил образование под руководством греческих риторов. Вернувшись в Рим уже после смерти Суллы (в 78 году до н. э.), Руф сделал окончательный выбор между красноречием и правом в пользу последнего. По словам Цицерона, «он предпочел быть первым во втором искусстве, чем вторым — в первом».

### Начало карьеры
Первой ступенью в политической карьере Сервия Сульпиция стала квестура. Точная дата неизвестна; одним из коллег Руфа по этой должности стал Луций Лициний Мурена, который в 73 году до н. э. был легатом на Востоке, а потому автор классического справочника по римским магистратам Роберт Броутон относит эту квестуру к 74 году до н. э. Фридрих Мюнцер считает, что речь должна идти скорее о 75 годе до н. э. По результатам жеребьёвки Сервию досталась квестура в Остии, приносившая «мало влияния и известности, но много трудов и тягот».
Следующая должность Руфа, упоминающаяся в источниках, — претура 65 года до н. э. В качестве претора Сервий возглавлял суд, рассматривавший дела о казнокрадстве (Questio peculatus), а по истечении полномочий отказался стать наместником провинции, как это было принято. Спустя положенное по Корнелиеву закону время он выдвинул свою кандидатуру в консулы (на 62 год до н. э.). Другими соискателями стали Луций Лициний Мурена, Децим Юний Силан и Луций Сергий Катилина. Проиграв выборы, Руф привлёк к суду одного из победителей, Мурену, по обвинению в подкупе избирателей («домогательство незаконными путями» — crimen de ambitu). Обвинителя поддержали Марк Порций Катон, избранный народным трибуном на следующий год, и Гней Постум, а защитниками стали Марк Лициний Красс, Квинт Гортензий Гортал и Цицерон. Судебный процесс состоялся во второй половине ноября 63 года до н. э., когда обстановка в Риме была очень тревожной: Катилина к тому времени окончательно перешёл к незаконным методам борьбы за власть и уехал в Этрурию, где шла подготовка к мятежу, а ряд его видных сторонников остался в Риме. Наличие прямой угрозы для существующего строя усилило позиции защиты, которая выступала за сохранение преемственности власти. К тому же Цицерон произнёс большую речь, в которой высказался о Сервии с уважением, но при этом изобразил его интеллектуальные достижения как заведомо менее выигрышные по сравнению с военными заслугами Мурены; в его словах прозвучала даже оскорбительная по отношению к Руфу ирония. В итоге Мурена был оправдан и получил консулат.
После этого поражения Сервий долго не пытался продолжить политическую карьеру. В 59 году до н. э. ходили слухи, что он выставит свою кандидатуру на следующий год вместе с Авлом Габинием, но это, по-видимому, не произошло; Руф мог отказаться от своих планов, узнав, что действующий консул Гай Юлий Цезарь намерен поддержать на выборах своего тестя, Луция Кальпурния Пизона Цезонина. В начале 52 года до н. э. Сервий был интеррексом и в этом качестве организовал выборы, на которых Гней Помпей Великий был избран единственным консулом.

### Консулат
В 51 году до н. э. Сервий получил, наконец, консулат. К тому времени серьёзно ухудшились отношения между двумя самыми могущественными политиками Римской республики, Гаем Юлием Цезарем и Гнеем Помпеем Великим, и в историографии есть диаметрально противоположные мнения о том, кто из них поддержал избрание Руфа. Ф. Мюнцер считает, что Помпей оказал Руфу ответную услугу после своего избрания консулом. А. Егоров предположил, что Сервия поддержал (во многом против его воли) Цезарь, не желавший победы на выборах своего непримиримого врага Марка Порция Катона. Последний баллотировался совместно с помпеянцем Марком Клавдием Марцеллом, но настроил против себя большинство избирателей. В итоге консулами стали Марцелл и Руф.
Во время этого консулата развернулась острая внутриполитическая борьба. Сервий уже в начале года выступил в сенате с предостережением против развязывания очередной гражданской войны, но к нему не прислушались. Марцелл (человек более влиятельный, решительный и деятельный, чем его коллега) выступил с двумя инициативами, явно направленными против Цезаря. Последний незадолго до того предоставил римское гражданство жителям Нового Кома в Цизальпийской Галлии, и Марцелл предложил признать это незаконным, а также досрочно назначить преемника Цезарю во всех его провинциях и запретить полководцу баллотироваться в консулы заочно. В случае принятия этих предложений Гаю Юлию пришлось бы вернуться в Рим как частному лицу, и тогда он наверняка был бы привлечён к суду. Руф высказался против; сенат тем не менее утвердил эти инициативы, но они не вступили в законную силу из-за протеста народных трибунов.
Известно, что во время своего консулата Сервий, недооценивавший парфянскую угрозу, выступил против набора в Италии пополнений для киликийских и сирийских легионов. Он настоял на подтверждении старого союзного договора с Родосом, с которым его связывали воспоминания о молодости.

### Поздние годы
В январе 49 года до н. э., когда Цезарь двинулся на Рим, Сервий покинул столицу вместе с существенной частью сената. Но в отличие от многих других он не последовал за Помпеем, который собирал армию сначала на юге Италии, а потом на Балканах: так же, как и Цицерон, Руф остался в Кампании, не зная, что делать дальше и надеясь на мирное урегулирование конфликта. Возможно, именно он — тот Сервий, который, согласно одному из писем Цицерона, в начале мая 49 года до н. э. останавливался в Минтурнах и в литернской усадьбе Гая Клавдия Марцелла.
Чтобы не настроить против себя Цезаря, Руф отправил в его армию, осаждавшую Брундизий, своего сына. Позже он появился в Риме и принял участие в работе поредевшего сената, поддержав таким образом цезарианскую «партию». Через Гая Требация Сервий попытался убедить Цицерона тоже вернуться в Рим, но не преуспел в этом; с другой стороны, он убеждал Цезаря отказаться от похода в Испанию и заключить мир с Помпеем, но переговоры не начались, а поход всё-таки состоялся. На вилле под Кумами Руф встретился с Цицероном, и тот описал эту встречу в письме к Аттику:

…Мы не нашли выхода для принятия решения. Никогда не видел я человека, более перепуганного; но, клянусь, всего, чего он боялся, и следовало бояться: тот на него разгневан, этот ему не друг; победа каждого из них ужасна — как вследствие жестокости одного, дерзости другого, так и вследствие денежных затруднений обоих, а деньги могут быть вырваны только из имущества частных лиц. И он говорил это с таким обилием слез, что я удивлялся, как это они не иссякли от столь длительного несчастья.
— Марк Туллий Цицерон. Письма к Аттику, X, 14, 1.
Сервий сказал Цицерону, что удалится в изгнание, если Цезарь решит восстановить в правах осуждённых на основании Помпеева закона о подкупе избирателей. Цезарь именно так и поступил, но неясно, сделал ли Руф так, как планировал: источники ничего не сообщают о нём в течение последующих полутора лет. Возможно, он так же, как его коллега по консулату, уехал в земли, контролируемые помпеянцами, но только не в их лагерь, а туда, где можно было спокойно заниматься интеллектуальной работой. Марк Юний Брут летом 47 года до н. э. навестил Сервия на Самосе; предположительно тот находился на этом острове со времени битвы при Фарсале.
В начале 46 года до н. э. Цезарю удалось окончательно привлечь Сервия на свою сторону. Тот стал наместником в Греции (предположительно с полномочиями проконсула); в письме Цицерону он постарался объяснить, почему принял это назначение, и адресат ему ответил: «Все причины, которые ты упоминаешь, — законнейшие и вполне достойны и твоего авторитета и благоразумия». В Греции тогда нашли убежище многие сторонники Помпея, и Сервий действовал по отношению к ним со всей возможной мягкостью, что соответствовало цезаревой «политике милосердия».
Начиная с осени 45 года до н. э. Руф снова находился в Риме. Сразу после убийства Цезаря (март 44 года до н. э.) он предложил запретить устанавливать доски с текстами диктаторских декретов. В мае того же года, испугавшись, что конфликт между сенатом и главой цезарианской «партии» Марком Антонием перерастёт в очередную гражданскую войну, Сервий покинул Рим так же, как пятью годами ранее. Его страхи не сбылись, и в конце года Руф опять был в Риме. Когда Антоний решил силой отобрать провинцию Цизальпийская Галлия у одного из убийц Цезаря, Децима Юния Брута Альбина, сенат решил противопоставить Антонию приёмного сына Цезаря Октавиана; именно Руф предложил (на заседании 1 января 43 года до н. э.) разрешить Октавиану занимать государственные должности до достижения установленного Корнелиевым законом возраста.
Вскоре Сервия включили в состав посольства, которое должно было убедить Антония отказаться от планов войны с Брутом Альбином. Двумя другими послами были консуляры Луций Кальпурний Пизон Цезонин и Луций Марций Филипп. Руф принял это назначение, несмотря на проблемы со здоровьем: он боялся, что Пизон и Филипп, связанные с цезарианцами старыми узами дружбы и родства, будут слишком уступчивы. В середине января 43 года до н. э., незадолго до прибытия посольства в лагерь Антония под Мутиной, Сервий Сульпиций скончался от болезни.
На заседании сената 4 февраля 43 года до н. э. было решено возвести для Сервия Сульпиция гробницу за счёт Республики и поставить его статую на рострах. Такие предложения выдвинули Публий Сервилий Исаврик и консул Гай Вибий Панса Цетрониан соответственно, а Цицерон объединил их в рамках одной инициативы и произнёс по этому поводу большую речь, известную как «Девятая филиппика». И статуя, и гробница на Эсквилине действительно появились впоследствии. В письмах Гаю Требонию и Гаю Кассию Лонгину Марк Туллий отозвался о смерти Сервия как о большой потере.

## Интеллектуальные занятия
Сервий Сульпиций посвятил свою жизнь правоведению и уже в глазах современников был самым выдающимся специалистом в истории римской юриспруденции. По словам Цицерона, Руф обошёл даже Сцеволу Авгура, поскольку обладал не только практическим опытом, но и глубокими теоретическими познаниями — в частности, он освоил диалектику и «этой наукой всех наук, как огромным факелом, осветил все те предметы, среди которых, как в потемках, блуждали его предшественники в своих советах и выступлениях».
Перу Сервия принадлежали около 180 юридических работ, многие из которых сохранились по крайней мере до времён Секста Помпония, то есть до II века н. э. Их тексты утрачены за исключением незначительных фрагментов, и даже названий сохранилось всего четыре: «О приданом» (De dotibus), «Об отказах от священнослужения» (De sacris detestandis), «Опровержение [некоторых] глав Сцеволы» (Reprehensa Scaevolae capita) и «К Бруту» (Ad Brutum). Предположительно Руф издал также комментарии к Законам двенадцати таблиц. Его цитируют в «Аттических ночах» Авла Геллия, а также в сохранившихся фрагментах работ поздних римских юристов и в «Институциях» Гая. При этом неясно, взяты ли эти цитаты напрямую из произведений Сервия или из трудов его учеников. Последних, по данным составителя «Дигестов», было десятеро: «Альфен Вар, Авл Офилий, Тит Цезий, Ауфидий Тукка, Ауфидий Намуза, Флавий Приск, Гай Атей, Пакувий Лабеон Антистий — отец Марка Антистия, Цинна, Публиций Галлий». Сочинения восьми из них Ауфидий Намуза издал вместе, в 140 книгах (Дигесты, I, 2, 2, 44).
Для творчества Руфа, по словам Цицерона, были характерны «знание словесности и изящество слога». Сервий и в ораторском искусстве мог бы стать одним из лучших для своей эпохи, если бы не предпочёл «взять из красноречия только то, что помогало ему отстаивать гражданское право». Тем не менее Квинтилиан сообщает, что Руф прославился как оратор благодаря трём произнесённым в суде речам, тексты которых сохранились по крайней мере до конца I века н. э. В «Наставлениях оратору» цитируется одна из этих речей, произнесённая в защиту некоей Ауфидии; благодаря цитатам ясно, что противником Сервия в этом процессе был один из Марков Валериев Мессал.

## Личность
Сервий Сульпиций обладал репутацией безусловно порядочного человека; современники сообщают, что он был довольно суров и неуживчив, медлителен, холоден. Главным источником, рассказывающим о Руфе, являются разнообразные произведения Цицерона. Последний в своей речи «В защиту Луция Лициния Мурены», произнесённой в конце 63 года до н. э., говорил о Сервии с иронией, которую в отдельных местах можно было счесть оскорбительной, но в то же время с видимым уважением, отдавая дань его интеллектуальным достижениям и называя его своим другом. В трактате «Брут, или О знаменитых ораторах», написанном в начале 46 года до н. э., то есть ещё при жизни Руфа, Цицерон признаёт его лучшим юристом в истории Рима и говорит, что он мог бы сравниться с лучшими мастерами красноречия (то есть с самим автором трактата), если бы только захотел этого. Наконец, в 44 году до н. э. в сочинении «Об обязанностях» Марк Туллий дал Сервию высшую оценку, не называя его имя: речь идёт о человеке, «познаниями своими превзошедшем всех своих предшественников, которым он был равен в достигнутом им почёте».
В «Девятой филиппике», произнесённой в сенате в связи со смертью Сервия, Цицерон отнёс своего покойного друга к числу людей, достойно послуживших Родине, а потому имеющих право на посмертную славу. Чтобы вдохновить сенаторов на продолжение противостояния с цезарианцами, оратор изобразил Руфа как принципиального борца за свободу.
Сохранились пять писем Цицерона Руфу, датированных апрелем 49 года до н. э. (два), сентябрём 46 года до н. э. (два) и апрелем 45 года до н. э. (одно). Сервий написал Марку в марте 45 года до н. э. два письма, текст которых тоже дошёл до наших дней. В одном из них автор пытается утешить Цицерона в связи со смертью его дочери, во втором рассказывает о гибели Марка Клавдия Марцелла.

## Семья
Сервий Сульпиций был женат на Постумии, одной из последних представительниц древнего патрицианского рода. По слухам, эта матрона изменяла мужу с Гаем Юлием Цезарем и Гаем Помптином. В этом браке родились сын, тоже Сервий, и две дочери. Одна из них стала женой Луция Кассия Лонгина, народного трибуна 44 года до н. э., а другая — женой Квинта Элия Туберона, историка и правоведа.